# Henri-Jean Feye
Henri-Jean Feye ou Henri Feije, (en néerlandais : Hendrik Jan Feye ; en latin : Henricus Joannes Feije), né à Amsterdam en 1820 et mort à Louvain en 1894, est un prêtre néerlandais, professeur de droit canon à l'université catholique de Louvain, consulteur et secrétaire de commission au concile Vatican I.

## Biographie
Henri-Jean Feye est né à Amsterdam le 19 novembre 1820, à l'époque du royaume uni des Pays-Bas.
Après avoir étudié à Louvain et à Rome, il obtint le grade de docteur en théologie et en droit canon. Il commença dès 1848 à enseigner au collège de Warmond le droit ecclésiastique et l'hébreu. Il devint ensuite professeur à l'université catholique de Louvain de 1850 à 1894 ; ou pendant 36 ans, selon la Revue d'histoire ecclésiastique.
Ultramontain convaincu, il joua un rôle à Rome dans la préparation du concile Vatican I où il fut appelé comme expert. Il y remplit le rôle de consulteur, nommé à cette charge le 28 novembre 1867. Il fut de plus membre de la commission de discipline à partir du 9 février 1868, et nommé le 5 mars suivant secrétaire de cette commission.
Il est mort le 24 mai 1894.

## Œuvres
- (la) De matrimoniis mixtis, 1841.
- (la) Dissertatio canonica de matrimoniis mixtis ... pro gradu doctoris ss. canonum, 1847.
- (la) De nuptiarum benedictione, apokrisis ad virum exim. Ant. Jos. Binterim, 1848.
- (la) De Francisci Zypæi vita et meritis oratio, 1852.
- (la) De impedimentis et dispensationibus matrimonialibus, 1854 ; réédité en 1867, 1874, 1885, 1893 (10e édition).
- (la) De judiciis (vers 1850-1860), vol. 1, 1860, édité comme livre 1880..
- (la) De civili romani pontificis principatu et academiae lovaniensis tum antiquae tum instauratae de eo doctrina oratio, 1862.
- (la) Jus ecclesiasticum publicum.